# Stiftsmuseum der Stadt Aschaffenburg

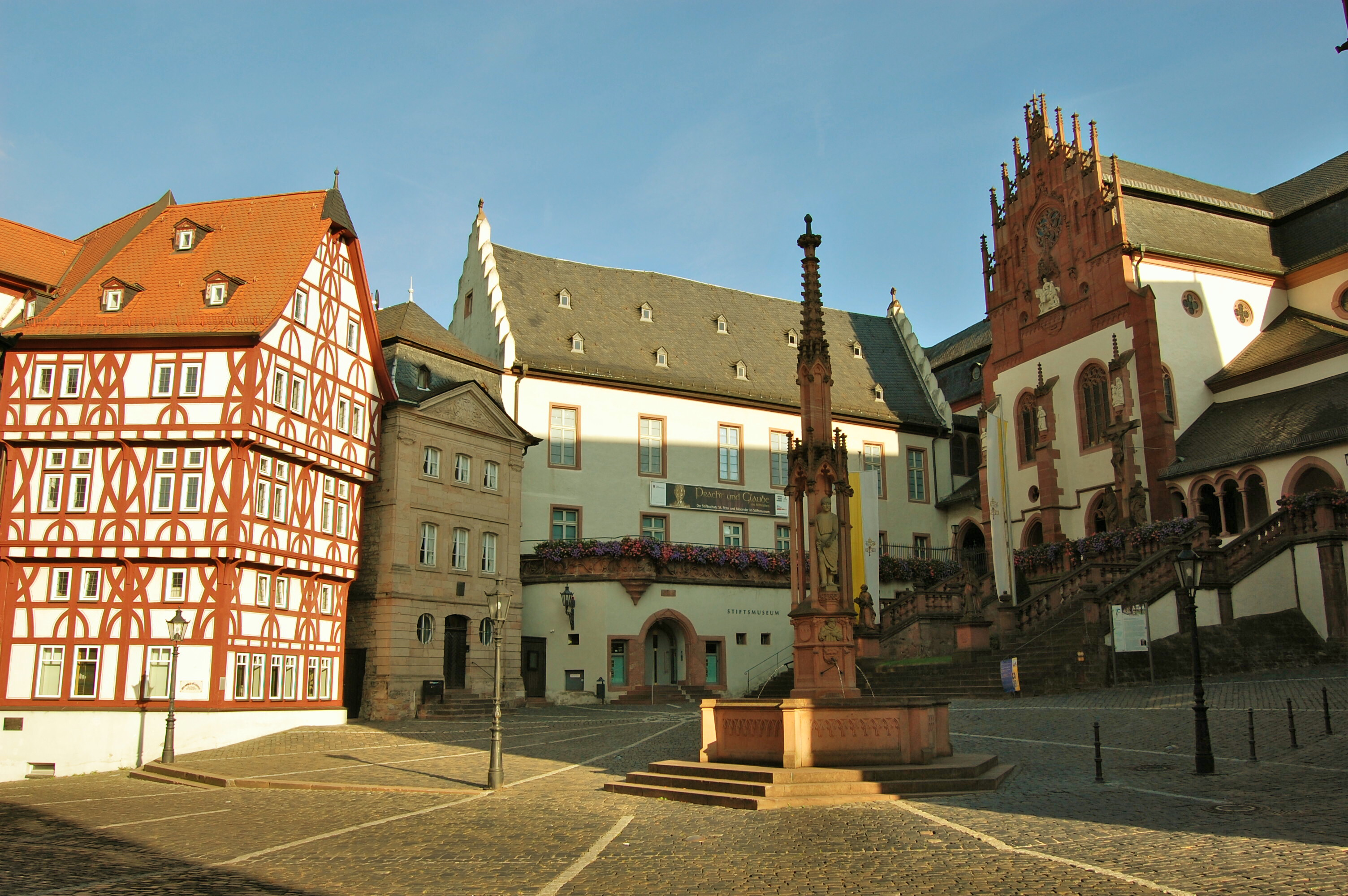
Bazylika mniejsza świętych Piotra i Aleksandra oraz Muzeum Kościelne

Stiftsmuseum der Stadt Aschaffenburg (pl. Muzeum Kościelne Miasta Aschaffenburg) – jedno z muzeów miejskich w Aschaffenburgu, w którym znajdują się zbiory związane z prahistorią, średniowieczem, czasami oświecenia oraz sztuką sakralną doby baroku. Placówka ulokowana jest na starym mieście. Budynek poprzez romański krużganek jest połączony z bazyliką mniejszą świętych Piotra i Aleksandra (po niemiecku Stiftskirche St. Peter und Alexander).

## Historia
Skrzydło zachodnie dawnego domu kolegialnego składało się początkowo z dwóch części, które datuje się na drugą połowę X wieku. W XIV/XV wieku zostały połączone ze sobą północno-wschodnia część domu „Pod Słoneczną Górą” z siedzibą główną kolegiaty. Połączenie polegało na wybudowaniu specjalnych schodów pomiędzy obiektami. Dodatkowo został uzyskany specjalny taras z kazalnicą pielgrzymkową. W latach 1621 oraz 1720 doszło do ponownej przebudowy tej części budynku.

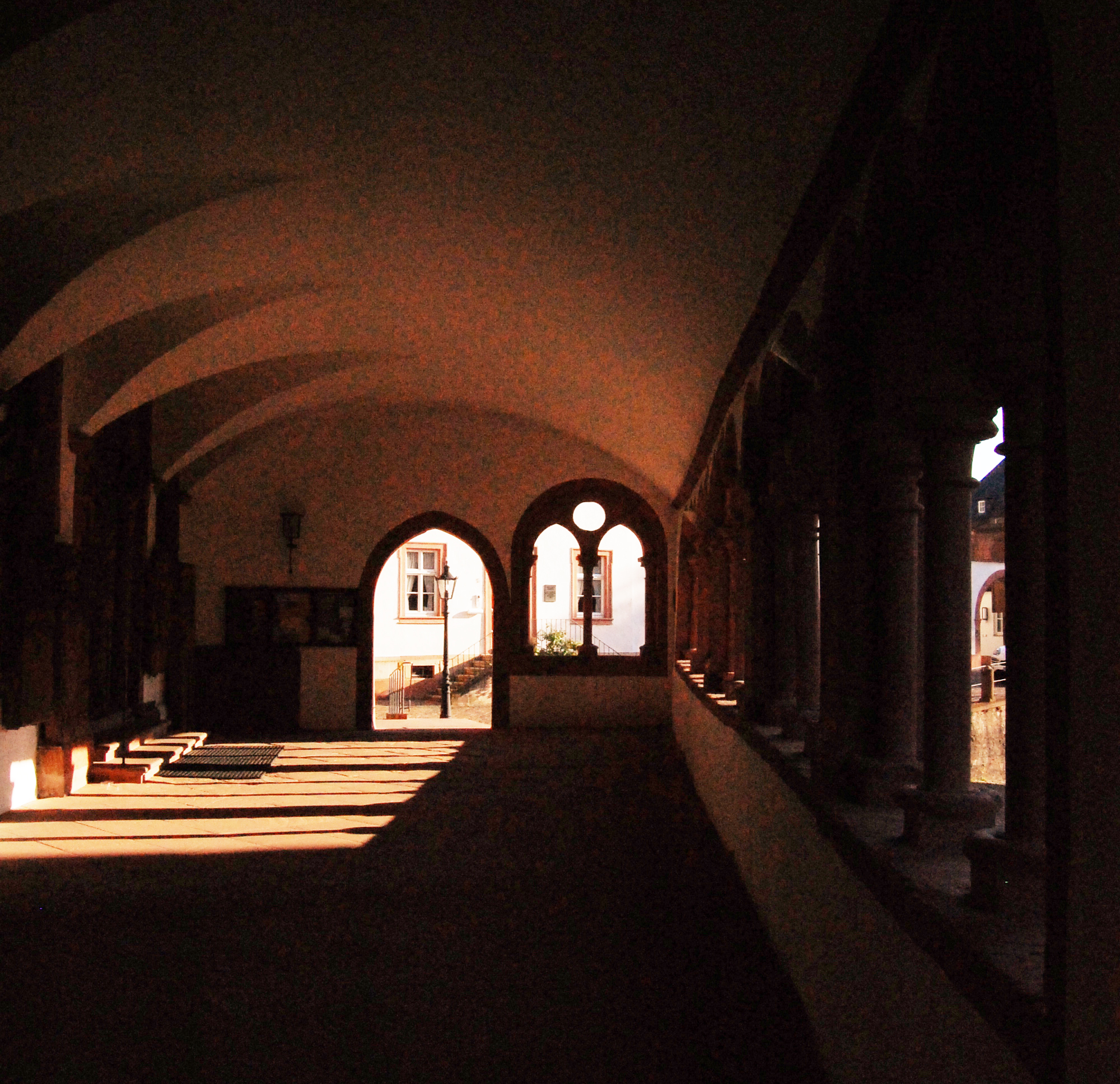
Krużganek

W podziemiach skrzydła wschodniego znajduje się kaplica świętego Michała z płowy XIII wieku, nad którą w 1561 roku została utworzona szkoła kolegialna. Budynki należące do majątku kolegialnego (północna część obiektu) oraz kościół kolegialny Świętych Piotra i Aleksandra (na południu) otoczone są romańskim krużgankiem powstałym pomiędzy 1220 i 1275 rokiem.
Po sekularyzacji siedziba zarządu kolegiaty (pierwsza wzymianka w dokumentach z 957 roku) od 1804 roku pełniła funkcję archiwum oraz biblioteki kościelnej. Od 1808 roku ulokowano tutaj naczelne archiwum książęce, a od 1861 roku szkołę rysunku. Po 1848 mieścił się tu sąd rejonowy. Od 1861 roku znajduje się tu muzeum (data utworzenia: 1854 rok). Po zniszczeniu obiektu w trakcie drugiej wojny światowej od 1949 prowadzono prace nad odtworzeniem dawnego założenia architektonicznego. W tym czasie Muzeum Kościelne służyło także jako miejsce prezentacji różnych wystaw. W roku 1957 zorganizowano wystawę jubileuszową pod tytułem „Z tysiąca lat Kolegiaty i miasta Aschaffenburg”. W latach 1985–1994 wykonano w budynku wiele zakńczonych sukcesem prac renowacyjnych.

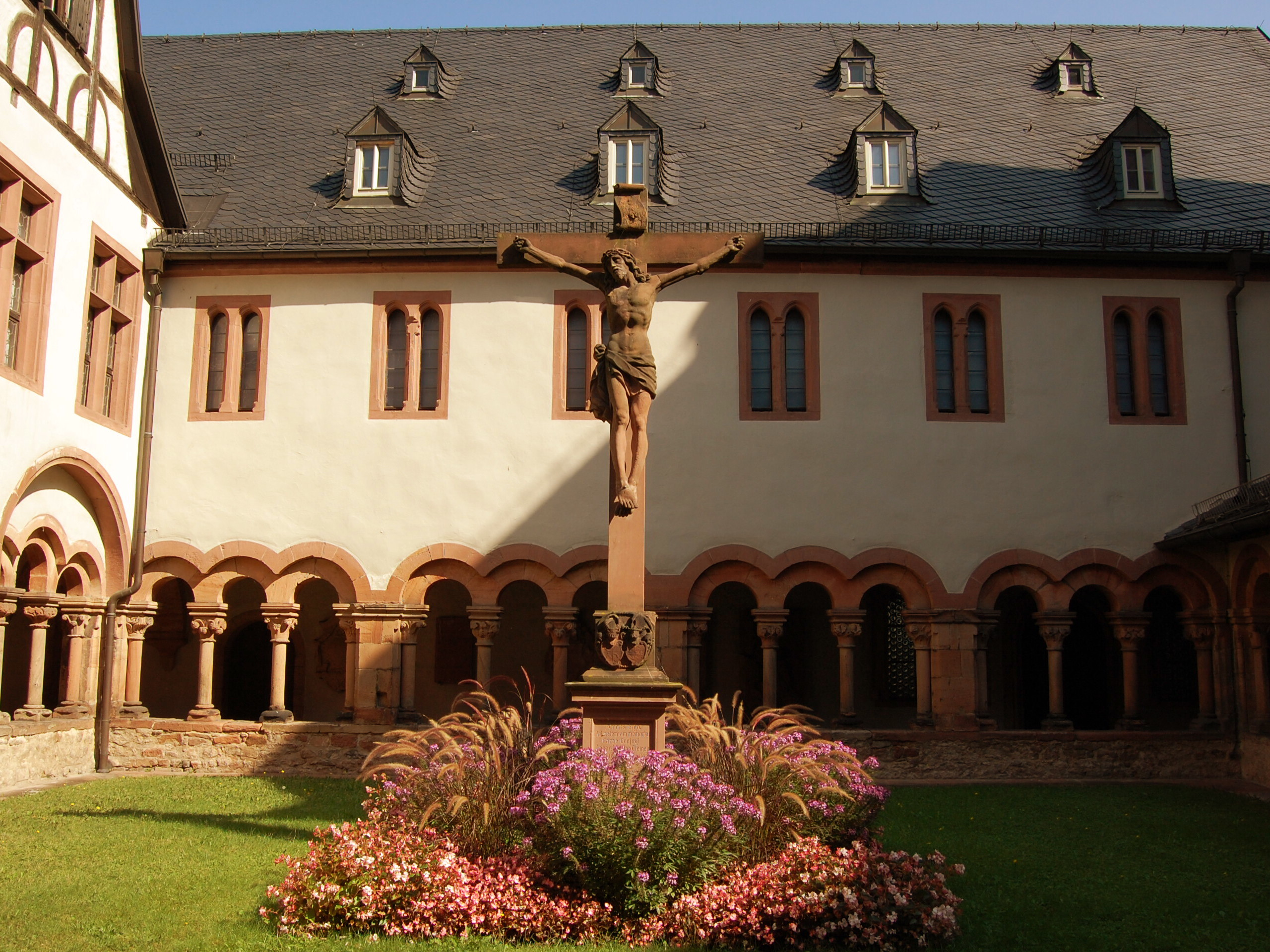
Widok dziedzińca

## Punkt ciężkości zbiorów
W muzeum są wystawiane znaleziska archeologiczne z okresu neolitu, przez czasy rzymskie po średniowiecze. Wartą uwagi jest wystawa rzymskich przedmiotów z obozów wojskowych znad Limesu nad Dolnym Menem. Prezentowane są tu także bogate zbiory znalezisk z alemańskich i frankońskich pochówków szeregowych pomiędzy VI i VIII wiekiem.
Godne uwagi są także zachowane historyczne pomieszczenia kolegiaty: sala kapituły z XII/XIII wieku, sala gotycka (XIII wiek), tzw. „Paramentenraum” z barwnymi zdobieniami sufitu z roku 1723, dawny areszt (karcer), pokój kanoników oraz nowa sala kapitularna, w której częściowo zachowało się oryginalne wyposażenie z około 1620 roku.
Od roku 2009 w muzeum są wystawione skarby kolegiaty świętych Piotra i Aleksandra oraz słynny ołtarz świętej Magdaleny z pracowni Lucasa Cranacha Starszego.